# Cantonul Wassy
Cantonul Wassy este un canton din arondismentul Saint-Dizier, departamentul Haute-Marne, regiunea Champagne-Ardenne, Franța.

## Comune
| Comune                  | Populație (1999) | Cod poștal | Cod INSEE |
| ----------------------- | ---------------- | ---------- | --------- |
| Allichamps              | 371              | 52130      | 52006     |
| Attancourt              | 241              | 52130      | 52021     |
| Bailly-aux-Forges       | 126              | 52130      | 52034     |
| Brousseval              | 832              | 52130      | 52079     |
| Domblain                | 92               | 52130      | 52169     |
| Dommartin-le-Franc      | 258              | 52110      | 52171     |
| Doulevant-le-Petit      | 36               | 52130      | 52179     |
| Fays                    | 80               | 52130      | 52198     |
| Louvemont               | 742              | 52130      | 52294     |
| Magneux                 | 163              | 52130      | 52300     |
| Montreuil-sur-Blaise    | 165              | 52130      | 52336     |
| Morancourt              | 99               | 52110      | 52341     |
| Rachecourt-Suzémont     | 93               | 52130      | 52413     |
| Sommancourt             | 54               | 52130      | 52475     |
| Troisfontaines-la-Ville | 388              | 52130      | 52497     |
| Valleret                | 67               | 52130      | 52502     |
| Vaux-sur-Blaise         | 440              | 52130      | 52510     |
| Ville-en-Blaisois       | 155              | 52130      | 52528     |
| Voillecomte             | 470              | 52130      | 52543     |
| Wassy                   | 3.294            | 52130      | 52550     |